# Église Saint-Maurice de Collan
L'église de Collan est une église située à Collan, dans le département français de l'Yonne, en France.

## Historique
L'édifice est classé au titre des monuments historiques en 1913.